# Don't Cry
"Don't Cry" is een lied van de Rockband Guns N' Roses, waarvan twee versies tegelijkertijd zijn uitgegeven op de albums Use Your Illusion I en Use Your Illusion II (Don't Cry [Alternate Lyrics]). Hierin is de melodie bijna volledig hetzelfde alleen de tekst is anders. Er is ook nog een derde versie, officieel alleen uitgebracht op de single voor het liedje, dat werd opgenomen tijdens de Appetite for Destruction opnames in 1986.

## Lied
Het lied zou volgens Axl Rose het eerste deel van een trilogie zijn samen met Estranged en November Rain dat geïnspireerd is op de roman "Without you" van Del James. Rose zou het samen met Izzy Stradlin geschreven hebben binnen 5 minuten nadat een meisje tegen Rose gezegd had 'Don't Cry'.

## Video
De fans komen niet overeen of de videoclip de eerste of de tweede is uit de trilogie. De meest aangenomen versie is dat het de eerste is waarin hij en zijn vriendin problemen hebben in hun relatie waarover hij zingt in November Rain. De tweede mening is dat het de tweede is en dat hij achteraf November Rain droomt.
Izzy Stradlin was net uit de band voor opnames van het clipje en daarom zien we op een bepaald moment Duff McKagan met een blad op zijn rug waarop staat 'where's Izzy'.

## Covers
"Don't Cry" is gecoverd door Sao Vincente op het album Bossa n' Roses.

## NPO Radio 2 Top 2000
| Nummer met noteringen in de NPO Radio 2 Top 2000 | '15 | '16 | '17 | '18 | '19 | '20 | '21 | '22 | '23 | '24 |
| ------------------------------------------------ | --- | --- | --- | --- | --- | --- | --- | --- | --- | --- |
| Don't Cry                                        | 872 | 881 | 805 | 682 | 671 | 755 | 940 | 697 | 819 | 793 |

1. ↑  Een vetgedrukt getal geeft de hoogste notering aan.
2. ↑  2015 was het eerste jaar met een notering voor dit nummer.